# Kaffa (peuple)
Pour les articles homonymes, voir Kaffa (homonymie).
Les Kaffas sont une population d'Afrique de l'Est vivant dans le sud-ouest de l'Éthiopie, principalement dans l'ancienne province de Kaffa, dans l'actuelle Région des nations, nationalités et peuples du Sud.
En septembre 2021, un référendum est organisé visant à créer une nouvelle région, la 11e de l'Éthiopie, appelée le Sud-ouest et composée de Kaffa et de cinq autres zones administratives proches.

## Ethnonymie
Selon les sources et le contexte, on observe différentes formes : Caffa, Caffina, Coffino, Gomaro, Gonga, Kafa, Kafas, Kaffas, Kafficho, Kafico, Kefa, Keffa, Kefinya.

## Population
En Éthiopie, lors du recensement de 2007 portant sur une population totale de 73 750 932 personnes, 865 131 se sont déclarées « Kefficho ».

## Langues
Ils parlent le kafa, une langue omotique, dont le nombre de locuteurs était de 570 000 lors du recensement de 1994. L'amharique est également utilisé.

## Culture

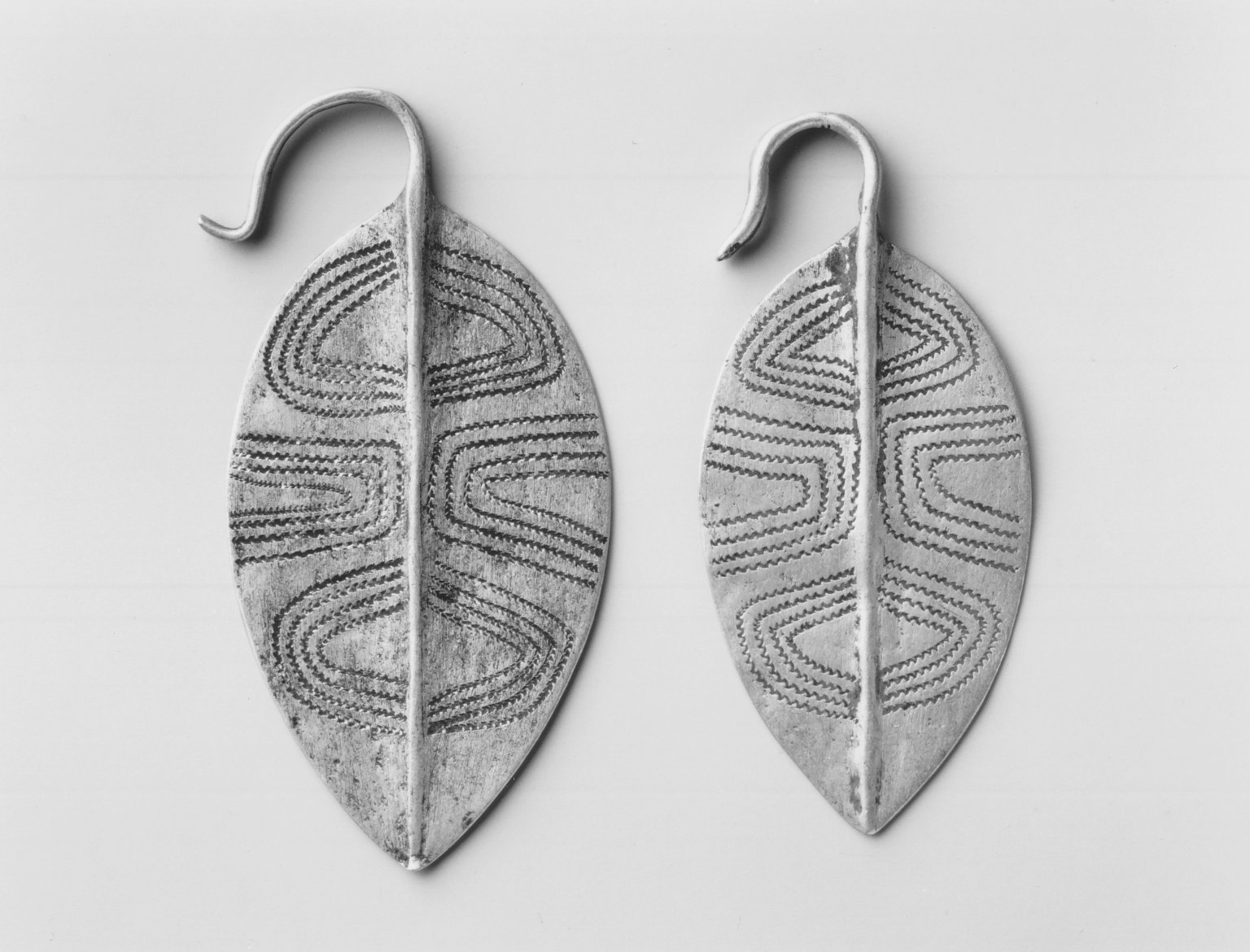
Boucles d'oreilles en aluminium